# 千葉胤次
千葉 胤次（ちば たねつぐ、1894年（明治27年）1月2日 - 1959年（昭和34年）7月6日）は、昭和時代前期の政治家、弓道家。東京市目黒区長、品川区長、下谷区長、麹町区長。号は宏斉。

## 経歴
千葉晋作の二男として宮城県栗原郡高清水町（現在の栗原市）に生まれる。早稲田大学商科を卒業し、東京市電気局工場長、秘書係長、秘書労働工場各課長を経て、1932年（昭和7年）10月、目黒区長に就任し、1936年（昭和11年）10月、品川区長に転じた。ついで1937年（昭和12年）12月、下谷区長となり、1940年（昭和15年）8月まで務め、同年12月、東京市会事務局長に就任した。ほか、大政翼賛会局長などを務めた。
弓道家としても活躍し、小笠原清道に師事。宮内省師範。宮内省皇宮警察部に弓道部を設置し、区営の道場を建設するなど弓道の普及に尽力したほか、全日本弓道連盟創設委員となり、同会第3代会長を務めた。